# Shirley Stelfox
Shirley Stelfox (Dukinfield (Cheshire), 11 april 1941 – Yorkshire Dales (Yorkshire), 7 december 2015) was een Engelse actrice, vooral bekend door haar rol als Rose in de eerste reeks van Keeping Up Appearances. Ook vergaarde ze de laatste jaren bekendheid in Groot-Brittannië door haar rol als Edna Birch in de langlopende serie Emmerdale Farm.
Stelfox debuteerde met een rolletje in de serie Crossroads in de jaren 60.
Ze was getrouwd met acteur Don Henderson van 1979 tot zijn dood in 1997. Ze kregen 2 kinderen.
Ze overleed op 74-jarige leeftijd aan kanker.

## Filmografie
- Emmerdale Farm televisieserie - Edna Birch (117 afl., 2000-2008)
- EastEnders televisieserie - Jane Healy (Episode 31 december 1999)
- Casualty televisieserie - Beth Jenkins (afl., Benny and the Vets: Part 1 & 2, 1999)
- The Bill televisieserie - Mrs. Fowler (afl., Lola, 1999)
- Hope & Glory televisieserie - Jean Bryan (Episode 1.2 en 1.3, 1999)
- Lucy Sullivan Is Getting Married televisieserie - Mrs. Nolan (afl. onbekend, 1999)
- Bloomin' Marvellous televisieserie - Shirley (Episode 1.3 en 1.7, 1997)
- Coogan's Run televisieserie - Winkelassistent (afl., Get Calf, 1995)
- Pat and Margaret (televisiefilm, 1994) - Vera
- Coronation Street televisieserie - Shirley Henderson (6 afl., 1993-1994)
- Common As Muck televisieserie - Jean (Denice haar moeder), afl. onbekend, 1994-1997
- Three Seven Eleven televisieserie - Mrs. Clegg (1993-1994)
- The Bill televisieserie - Mrs. Larch (afl., School of Hard Knocks, 1993)
- Age of Treason (televisiefilm, 1993) - Cornelia
- Heratbeat televisieserie - Mrs. Parkin (afl., Fruits of the Earth, 1992)
- Get Back televisieserie - Lucy (15 afl., 1992-1993)
- Making Out televisieserie - Carol May (24 afl., 1989-1991)
- Keeping Up Appearances televisieserie - Rose nr. 1 (6 afl., 1990)
- Stay Lucky televisieserie - Judy Finch (afl., Bring Back My Barney to Me, 1990)
- Night Voice (televisiefilm, 1990) - Marlene Spate
- Great Expectations (mini-serie, 1989) - Mrs. Camilla
- Inspector Morse televisieserie - Mrs. Kane (afl., Last Bus to Woodstock, 1988)
- Bergerac televisieserie - Anna Ackerman (afl., A Horse of a Different Colour, 1988)
- Knights of God televisieserie - Beth Edwards (afl. onbekend, 1987)
- Personal Services (1987) - Shirley
- Brookside televisieserie - Madge Richmond (afl. onbekend, 1986-1987)
- Nineteen Eighty-Four (1984) - Hoer
- Bootle Saddles televisieserie - Rtia Henderson (6 afl., 1984)
- Bergerac televisieserie - Pam Lewis (afl., Tug of War, 1984)
- Juliet Bravo televisieserie - Mrs. Collins (afl., Teamwork, 1983)
- Strangers televisieserie - Insp. Jenny Faber (afl., Charlie's Brother's Birthday, 1982)
- S.W.A.L.K. televisieserie - June (afl. onbekend, 1982)
- Kinvig televisieserie - Mrs. Bird (afl., The Big Benders, 1981)
- Maybury televisieserie - Pam (afl. onbekend, 1981)
- The Chinese Detective televisieserie - Arlene (afl., Release, 1981)
- The Enigma Files televisieserie - Monica Swain (afl., Billy the Late and Great, 1980)
- Strangers televisieserie - Blondje (afl., Retribution, 1980)
- Juliet Bravo televisieserie - Mavis Newby, alias 'Colette' (afl., The One Who Got Away, 1980)
- Z-Cars televisieserie - Agnes (afl., First Offender, 1978)
- Grange Hill televisieserie - Secretaresse (Episode 6.11)
- Doctor in Charge televisieserie - Miss Rogers (afl., The Loftus Papers, 1973)
- The Pathfinders televisieserie - Grete (afl., Unusual Ally, 1973)
- Nearest and Dearest televisieserie - Det. Constable Gloria Simpkins (afl., A Pair of Bloomers, 1972)
- Nearest and Dearest televisieserie - Clare (afl., Barefaced in the Park, 1971)
- Budgie televisieserie - Barmeid (afl., Our Story So Far, 1971)
- Z-Cars televisieserie - Betty (afl., Hold Up: Part 1 & 2, 1971)
- Carry on at Your Convenience (1971) - Serveester in konijnenpakje
- The Bruce Forsyth Show televisieserie - Rol onbekend (episode 2.4, 1967)
- No Strings (televisiefilm, 1967) - Rol onbekend
- Corruption (1967) - Meisje op het feestje
- Television Playhouse televisieserie - Voorbijganger (afl., Where Will I Find What Will Change My Life?, 1966)
- Crossroads televisieserie - WPC (1964)

- Biblioteca Nacional de España: XX5036277
- Bibliothèque nationale de France: cb14229836v (data)
- International Standard Name Identifier: 0000 0001 0901 1978
- Virtual International Authority File: 51901525